# 벽성대학
벽성대학(碧城大學, Byuksung College)은 대한민국의 폐교된 전문대학이었다.
모태는 1955년 추포 류충렬 박사가 세운 인천소년수양원이며, 1994년 11월 17일 "인재육성, 흥국부민"이라는 이념 하에 전문대학을 설립하였다. 1995년 3월 14일에 개교하여, 2014년 2월 28일 자로 20년만에 폐교되었다.

## 연혁
- 1955년 2월 19일 : 인천소년수양원 개원
- 1955년 12월 16일 : 인천직업소년학교로 교명 변경.
- 1966년 11월 19일 : 학교법인 인광성학원 설립인가.
- 1994년 11월 17일 : 벽성전문대학 설립 인가.(정원 640명)
  - 당시 설치학과 : 자동차과, 전자과, 전자계산과, 사무자동화과, 건축과, 건설안전과, 공업디자인과, 시각디자인과
- 1995년 3월 14일 : 벽성전문대학 개교 및 입학식.
- 1995년 10월 26일 : 주간 2개과 증설.(정보통신과, 아동복지과) (정원 800명)
- 1997년 2월 20일 : 제1회 전문학사 학위수여식.
- 1997년 10월 31일 : 주간 3개과 증설.(방송매체과, 토목과, 영어통역과) 일부 학과 증원. (정원 1280명)
- 1998년 5월 1일 : 벽성대학으로 교명 변경.
- 1999년 11월 15일 : 정원감축 및 13개 학과를 4개 계열 5개 학과로 계열화 및 학과명 변경. (정원 1160명)
- 2000년 11월 2일 : 정원감축 및 계열·학과를 5개 계열 4개 학과로 변경. (정원 1140명)
- 2002년 10월 10일 : 피부미용과, 치위생과 개설. (정원 1140명)
- 2003년 8월 30일 : 정원감축 및 6개 학과 개설.(호텔조리과, 유아교육과, 아동미술과, 아동미디어과, 케어복지과, 부동산경영과) (정원 1100명)
- 2004년 8월 30일 : 광고영상과, 의료행정과 신설. (정원 1100명)
- 2005년 6월 3일 : 완주군에 제2캠퍼스 준공.
- 2005년 8월 30일 : 4개 학과 폐과 (인테리어디자인과, 광고영상과, 의료행정과, 아동미디어과) 및 정원감축. (정원 980명)
- 2006년 9월 27일 : 군특수가상현실과, 사회복지경영과 신설. (정원 980명)
- 2007년 8월 1일 : 조경과 신설. (정원 980명)
- 2010년 9월 7일 : 교육과학기술부 선정 학자금대출 최소대출대학[1]
- 2011년 9월 5일 : 교육과학기술부 선정 정부재정지원제한대학[2]
- 2012년 7월 10일 : 교육과학기술부의 벽성대학 폐쇄 방침 확정[3]
- 2014년 2월 28일 : 학교 폐교[4]

## 폐교
2011년 감사원 감사에서 적발된 중대한 부정·비리 사항에 대해 시정조치를 내렸지만 이를 이행하지 않았으며, 감사 이후에도 불법 학위를 수여해 학교폐쇄 방침을 확정키로 결정했다. 이에 따라 벽성대는 학교폐쇄 명령 예고(7월 중), 청문(8월 중), 학교폐쇄 명령 및 2013학년도 학생모집정지 처분(2013년 8월 31일)의 순서로 학교폐쇄가 진행됐다. 학교폐쇄 후 재학생들은 인근 전문대학의 동일·유사학과로 특별 편입할 수 있도록 조치가 취해졌다.
벽성대학 퇴출이 확정되면서 2012년 2월 29일에 폐교한 명신대학교, 성화대학, 같은 해 8월에 폐교한 건동대학교에 이어서 이명박 정부 들어 네 번째 퇴출 대학이 되면서 2014년 2월 28일에 폐교됐다.

## 같이 보기
- 대한민국의 교육